# Menella reticuloides
Menella reticuloides är en korallart som först beskrevs av Nutting 1910.  Menella reticuloides ingår i släktet Menella och familjen Plexauridae. Inga underarter finns listade i Catalogue of Life.